# Stéphane Chaudesaigues
Stéphane Chaudesaigues, né en 1968 à Versailles dans les Yvelines, est un artiste et tatoueur français. Il travaille à Chaudes-Aigues dans le Cantal ainsi qu'à Avignon dans le Vaucluse. Il est le président de l'association Tatouage & Partage. Il est également le fondateur depuis juin 2024 du restaurant, café concert, Gourmet et Glouton à Chaudes-Aigues.

## Biographie
Stéphane Chaudesaigues aborde le tatouage d'une façon autodidacte à la fin de sa scolarité.
Après avoir tenté sans succès à plusieurs reprises d'apprendre avec des professionnels du tatouage, il décide de se former et d'affiner seul ses connaissances artistiques et techniques. Il aborde le tatouage au travers de livres sur la technique des grands maîtres de la peinture. C'est de cette manière qu'il acquiert de solides bases qui l'amèneront à créer un nouveau style pictural dans l'univers du tatouage.
En 1987, Stéphane Chaudesaigues ouvre son premier salon à Avignon sous l'enseigne « Art Tattoo » dans lequel son frère Patrick Chaudesaigues (artiste tatoueur, peintre, sculpteur et concepteur de machines à tatouer) travaillera également quelques années.
En 1989, « Art Tattoo » devient « Graphicaderme » et comptera jusqu'à huit boutiques en France.
Stéphane Chaudesaigues décide de traverser l'Atlantique pour montrer son travail aux professionnels américains notamment lors d'une convention dans le New Jersey.
Il collabore avec les grands noms du tatouage : Shane O' Neill, Nikko Hurtado (en), Tim Kern, Dan Marshall, Liorcifer, Bugs, Tony Ciavarro, Carson Hill, Mike Demasi, Mike Devries, Joshua Carlton, Lukas Zpira, Satomi et James Kern qui dira de Stéphane Chaudesaigues : « C’est pour cela que je suis venu à Paris. Mon approche de la scène du tatouage français a été limitée, mais j’ai constaté la présence d’artistes extrêmement talentueux. Stéphane Chaudesaigues, dont je voyais les pièces dans les magazines US quand j’apprenais à tatouer, reste l’une de mes plus anciennes inspirations. Je crois que Stéphane a influencé la plupart des artistes qui réalisent aujourd’hui des portraits couleurs photoréalistes. Il a été le premier artiste à rompre avec les classiques outlines, dans le but d’obtenir un rendu plus proche d’une peinture que d’un tatouage. »[réf. nécessaire]
En 1995, la National Tattoo Association (NTA) aux États-Unis déclare Stéphane Chaudesaigues artiste de l'année.
En 2006, il ouvre un atelier à Paris dans le quartier du Marais, « L'Atelier 168 - La Bête Humaine ».
En 2012, il implante un nouveau studio à Chaudes-Aigues dans le Cantal, un an avant le premier Festival Cantal'Ink.
En 2024 il ouvre un café - bistrot- salon de thé Gourmet et Glouton, avec le manager Loïc Canet.

## Collaborateurs
Parmi ses collaborateurs, il y a Shane O'Neill, sa fille Tamara et son fils Steven. Stéphane Chaudesaigues a également collaboré avec l'artiste peintre Léon Zanella. Stéphane Chaudesaigues a pris part, en collaboration avec un fabricant de chaussures, John Lobb, à la création d'une paire de chaussures incarnant Paris.

## Parutions
Le nom de Stéphane Chaudesaigues apparaît à plusieurs reprises dans des articles français et internationaux, comme dans le livre Customizing the body: the art and culture of tattooing qui retrace les débuts du style réaliste dans les années 1990 grâce à deux pionniers du tatouage français que sont Tin-Tin et Stéphane Chaudesaigues.
Bon nombre de magazines spécialisés dans le tatouage, voire la musique, font paraître des articles sur le travail de Stéphane Chaudesaigues : Tatouage Magazine qui lui a notamment consacré la couverture et un article de son magazine no 2 - novembre/décembre 1997/janvier 1998, Skin-deep no 161, Rise no 3 oct/nov/dec 2008, no 9, Hard-rock Magazine no 25-H août/sept 2009 ou Prick Magazine. 2011 voit l'arrivée d'Inked Magazine, un nouveau magazine qui pour son premier numéro consacre un article dépeignant le parcours de Stéphane Chaudesaigues.

## Festival du Tatouage à Chaudes-Aigues
Les 6 et 7 juillet 2013 s'est tenu à Chaudes-Aigues le premier festival de Tatouage organisé par Stéphane Chaudesaigue et sa famille.
La convention compte environ cent quarante tatoueurs, ce qui représentait 27 nationalités différentes et de tous styles qui attirent 10 000 personnes. Le festival s'est tenu pendant 5 années. La dernière édition a lieu en 2017 avec plus de 15 000 visiteurs.

## Candidature aux élections municipales de 2020
Le 10 décembre 2019, Stéphane Chaudesaigues s'est présenté aux élections municipales de Chaudes-Aigues qui ont lieu le 15 mars 2020. Il n’est pas élu.

## Ouverture de son bistrot à Chaudes-Aigues dans le Cantal
Le 1er juin 2024, Stéphane Chaudesaigues ouvre son bistrot hommage aux Auvergnats de Paris autrement appelés les Bougnats et qui après avoir été porteurs d'eau ou de charbon, ont peu à peu racheté les brasseries parisiennes. Ce nouveau lieu est nommé Gourmet et Glouton,.